# Stiolo
Stiolo (Stiòl in dialetto reggiano), è una frazione di circa 400 abitanti, nel comune di San Martino in Rio in provincia di Reggio nell'Emilia. 
Stiolo è nella zona di produzione del Parmigiano Reggiano DOP.

## Geografia fisica
Stiolo si trova tra Modena (14 km in linea d'aria) e Reggio Emilia (12,5 km in linea d'aria).
La frazione è attraversata dalla SP50 che collega Rubiera a San Martino in Rio.

## Storia
Anticamente denominata Substiliorum, la chiesa di Stiolo viene nominata per la prima volta nel dipolma di Ottone I di Sassonia del 963.
La villa di Stiolo é sempre stata annessa al feudo e poi comune di San Martino in Rio.

## Monumenti
Tra i vari monumenti si annoverano:
- La chiesa parrocchiale dedicata a San Damaso.